# Пач Гроув (Висконсин)
Пач Гроув (енгл. Patch Grove) град је у америчкој савезној држави Висконсин.

## Демографија
По попису из 2010. године број становника је 198, што је 32 (19,3%) становника више него 2000. године.
| Група             | 2000.       | 2010.       |
| Белци             | 163 (98,2%) | 190 (96,0%) |
| Афроамериканци    | 0 (0,0%)    | 0 (0,0%)    |
| Азијати           | 0 (0,0%)    | 0 (0,0%)    |
| Хиспаноамериканци | 3 (1,8%)    | 8 (4,0%)    |
| Укупно            | 166         | 198         |